# Midlothian-Kampagne

Lage von Midlothian in Schottland

Die Midlothian-Kampagne (englisch Midlothian campaign) war eine Serie von Wahlkampfauftritten, die der liberale Politiker William Ewart Gladstone in den Jahren 1879 und 1880 in seinem neuen schottischen Wahlkreis Edinburghshire, gemeinhin Midlothian genannt, absolvierte. Vom liberalen Oberhausmitglied Earl of Rosebery unter großem Aufwand als Medienevent nach US-amerikanischem Vorbild organisiert, gilt die Midlothian-Kampagne als Meilenstein und als die erste moderne Wahlkampagne in der politischen Geschichte des Vereinigten Königreiches. Im Gegensatz zum vormals etablierten Modell sprach Roseberys Wahlkampforganisation breite Massen der örtlichen Bevölkerung an und versuchte die Auftritte unter Einbindung der Presse als ein mediales Großereignis zu inszenieren, um der Kampagne eine landesweite Aufmerksamkeit zu sichern. Dabei wurden die Auftritte wie in den USA auch durch ein Rahmenprogramm mit Umzügen, Reiterparaden und Feuerwerk begleitet.
Gladstone, der bei seinen Auftritten scharfe Attacken auf die konservative Regierung seines ihm verhassten langjährigen Rivalen Benjamin Disraeli ritt, bestätigte durch die Midlothian-Kampagne wiederholt seinen in früheren Jahrzehnten erworbenen Ruf als populärer und volksnaher Politiker („The People’s William“) und zementierte über die folgende Dekade hinaus seine Vorrangstellung als führender Mann innerhalb der Liberalen Partei. Bei den vorgezogenen Unterhauswahlen 1880 triumphierte er in Midlothian und bildete dank des landesweiten Erfolgs der Liberalen Partei nachfolgend seine zweite Regierung als Premierminister.

## Gladstones persönliche Situation Mitte der 1870er Jahre

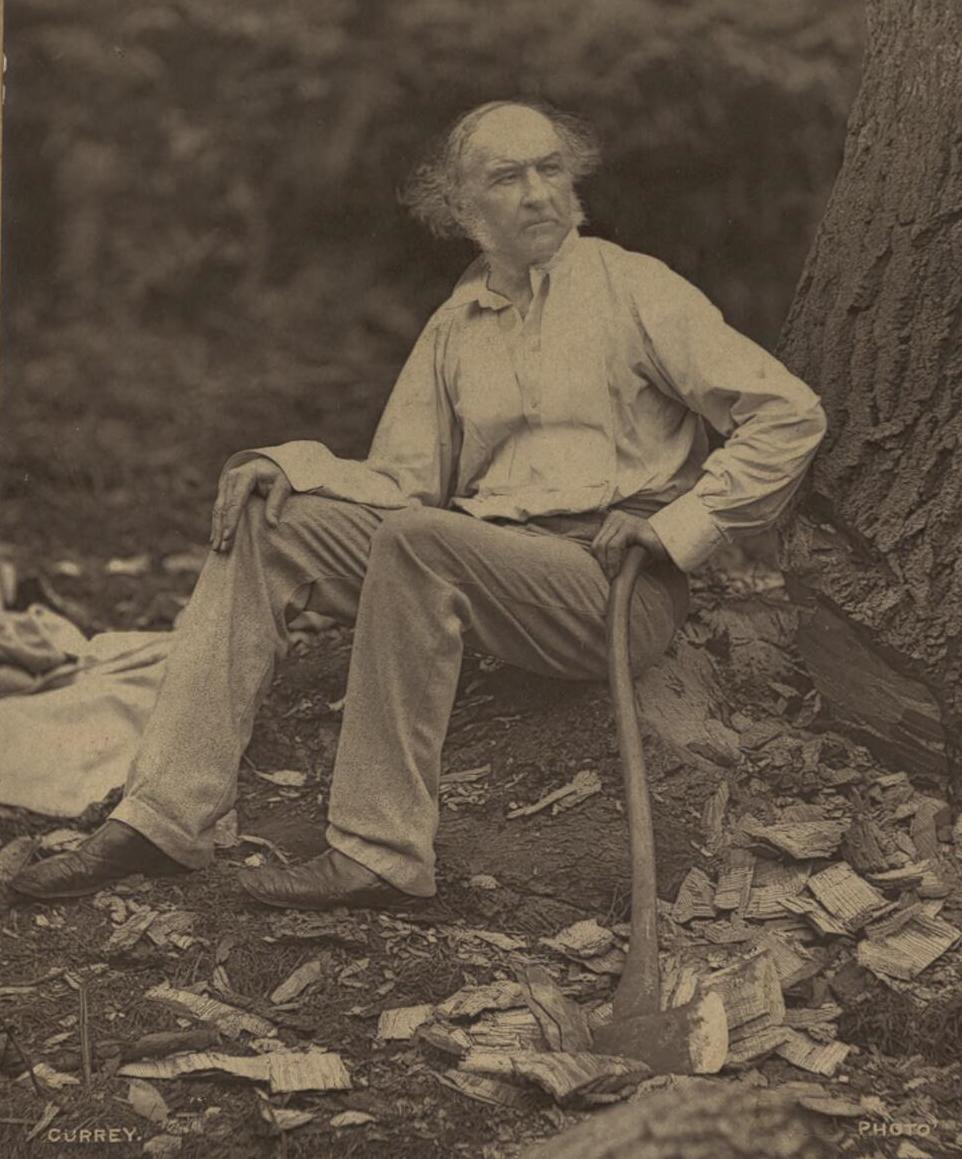
Gladstone auf seinem Landsitz Hawarden Castle, 1877

Nach sechs Jahren an der Regierung hatten die Liberalen unter Premierminister William Ewart Gladstone bei den Britischen Unterhauswahlen 1874 eine eindeutige Niederlage hinnehmen und die Macht an die Konservative Partei unter ihrem Führer Benjamin Disraeli abgeben müssen. Nach einer kurzen Übergangsphase gab Gladstone auch die Führerschaft der Liberalen Partei ab, da er nicht erneut als Oppositionsführer agieren wollte. Er behielt jedoch seinen Parlamentssitz und beabsichtigte, weiterhin von den Hinterbänken aus zu agieren, sofern Belange der Church of England auf der politischen Tagesordnung erscheinen würden. Nach weiteren persönlichen Niederlagen – er musste im Zuge des im Unterhaus (House of Commons) beschlossenen Public Worship Regulation Act 1874 (der den wachsenden römischen Ritualismus in der anglikanischen Church of England verbieten sollte) eine für ihn äußerst schmerzliche Abstimmungsniederlage hinnehmen – fand sich Gladstone allerdings zunehmend bezugslos zur herrschenden Stimmung im Land, die der Agenda von Disraelis wieder aufstrebender konservativer Partei folgte.
1875 machte er deshalb sein schon vor Jahrzehnten gegebenes privates Versprechen wahr und zog sich aus der Politik zurück. Er verbrachte stattdessen viel Zeit auf seinem walisischen Landsitz Hawarden Castle, wo er sich seinen Homer-Studien widmete, sich vor allem auch mit religiösen Studien befasste und unter anderem ein Traktat über himmlische Bestrafung nach dem Tod verfasste. Nach seinem selbstgewählten Rückzug übernahmen Lord Hartington im Unterhaus und Lord Granville im Oberhaus die Führung der Liberalen. Gladstones Biographen stimmen jedoch darin überein, dass sein Exil niemals vollständig war und er insgeheim mit einer Rückkehr in die aktive Politik liebäugelte, sobald sich ihm ein geeigneter Anlass dafür bot.

## Der bulgarische Aufstand

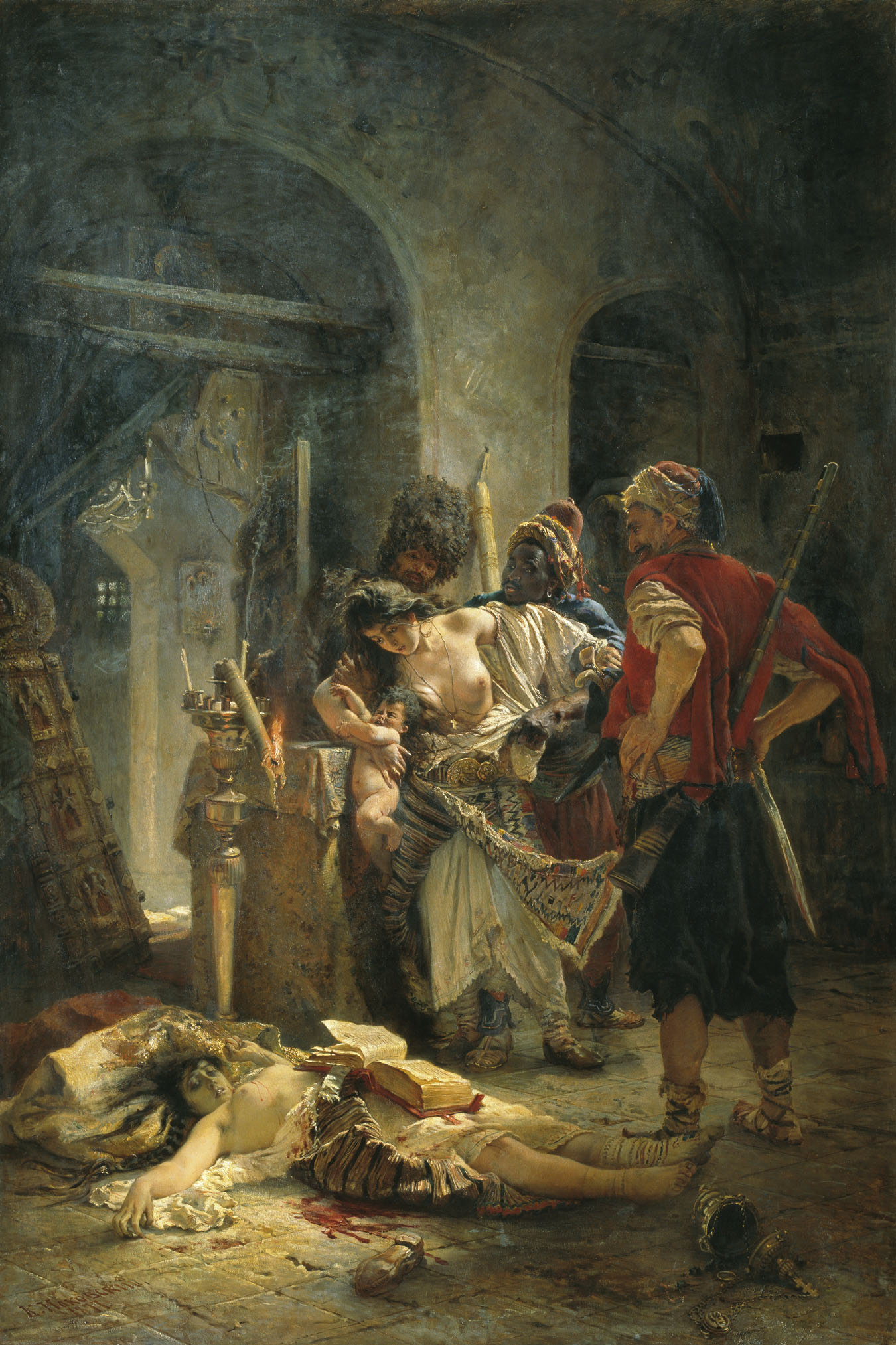
Künstlerische Darstellung verübter Gräueltaten in Bulgarien, 1877

Während Gladstone sich in seinem Exil befand, hatte im April 1876 auf dem Balkan der bulgarische Aprilaufstand gegen die Osmanische Herrschaft begonnen. Dieser wurde durch die osmanische Armee und unterstützende irreguläre Truppen brutal niedergeschlagen; dabei wurden auch Massaker an der bulgarischen Zivilbevölkerung verübt. So kam die Orientalische Frage zum wiederholten Mal auf die politische Tagesordnung. London hielt seit langem enge Beziehungen zur osmanischen Regierung, der Hohen Pforte, aufrecht. Der Schutz des Osmanischen Reiches, inzwischen als „kranker Mann am Bosporus“ bekannt, galt London als unerlässlich für den britischen Handel, die machtpolitischen Interessen und den Schutz des britischen Empires vor der russischen Expansion. So hatte Großbritannien bereits im Krimkrieg Mitte der 1850er-Jahre gemeinsam mit dem napoleonischen Frankreich interveniert, um den Bestand des Osmanischen Reiches zu sichern. Vor allem Konstantinopel sowie die Meerengen an Bosporus und Dardanellen waren in britischen Augen der Schlüssel zur Verteidigung dieser Interessen. Diese strategisch neuralgischen Punkte in russische Hände fallen zu lassen, erschien unter diesem Gesichtspunkt undenkbar für das politische London, da dies unausweichlich zu einem rapiden Machtzuwachs Russlands geführt und das bestehende Machtgefüge gefährdet hätte. Zwar waren Stimmen in der konservativen Partei laut geworden, die dieses Dogma mittlerweile für veraltet hielten, dazu schien durch den Kauf des Suezkanals auch der Seeweg nach Britisch-Indien abgesichert. Jedoch bewies der Fall mehrerer unabhängiger Khanate in Zentralasien in den 1860er-Jahren, die unter russische Herrschaft gerieten, in den Augen von Disraeli erneut die Wichtigkeit des Osmanischen Reiches als Schutzschild vor der russischen Expansion. Mit Disraelis Wahlsieg endete die seit 1865 bestehende und von beiden Parteien unterstützte außenpolitische Inaktivität Großbritanniens. Disraeli selbst legte sein besonderes Augenmerk auf die Außenpolitik und auch insbesondere auf das Schicksal Britisch-Indiens. Für ihn lag der Schlüssel zur Sicherheit Britisch-Indiens und des Seewegs dorthin über den Suezkanal weiterhin in Konstantinopel, welches nicht in russische Hände fallen dürfe. Dem anwachsenden Nationalismus, der die treibende Kraft für den Aufstand gegen die osmanische Herrschaft bildete, stand er zudem generell misstrauisch gegenüber.

## Vorspiel zur Midlothian-Kampagne: Außerparlamentarische Protestbewegungen

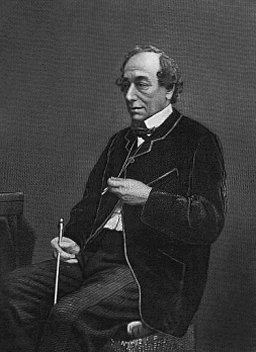
Benjamin Disraeli, ab 1876 als Lord Beaconsfield geadelt

Nachrichten über verübte Gräuel und Opfer in der bulgarischen Zivilbevölkerung erreichten Europa und die britische Öffentlichkeit zunächst nur sehr spärlich, fanden jedoch sofort großes Interesse. Im Juni berichtete die den Liberalen nahestehende Zeitung Daily News über verübte Gräueltaten und Tausende von Toten, was einen Sturm der Entrüstung in weiten Teilen der Öffentlichkeit auslöste. Die britische Regierung und Premierminister Disraeli ignorierten die eingehenden Berichte dagegen zunächst; Sir Henry Elliot, ab 1867 britischer Botschafter in Konstantinopel und ein überzeugter Turkophiler, gab die Beschwichtigungen der osmanischen Regierung nach London weiter. Der ebenfalls turkophile britische Konsul in Sarajewo, Holmes, gab ungeprüft die Ausführungen der örtlichen Behördenvertreter weiter und führte aus, dass es sich bei dem Aufstand eher um Unruhen von auswärtigen Banden handele, die von serbischen Agitatoren verursacht worden wären. Daraufhin tat Disraeli in einer Stellungnahme im Unterhaus die Berichte als „wenig mehr als Kaffeehausgeschwätz“ ab. Weiter erteilte er einer möglichen militärischen Intervention des zaristischen Russlands eine entschiedene Absage. Auch unter dem Druck von Königin Victoria drohte Disraeli für diesen Fall offen mit einem allgemeinen europäischen Krieg zwischen den Großmächten. Gleichzeitig ließ er diskret Lord Salisbury mit der russischen Seite bezüglich eines Kompromissabkommens verhandeln. Während Victoria sich betont militant gab und während der ganzen Krise viel konfrontativer agieren wollte als ihr Premierminister, sah sich Disraeli auf der anderen Seite einem skeptischen Kabinett gegenüber, das sehr vorsichtig agieren wollte.

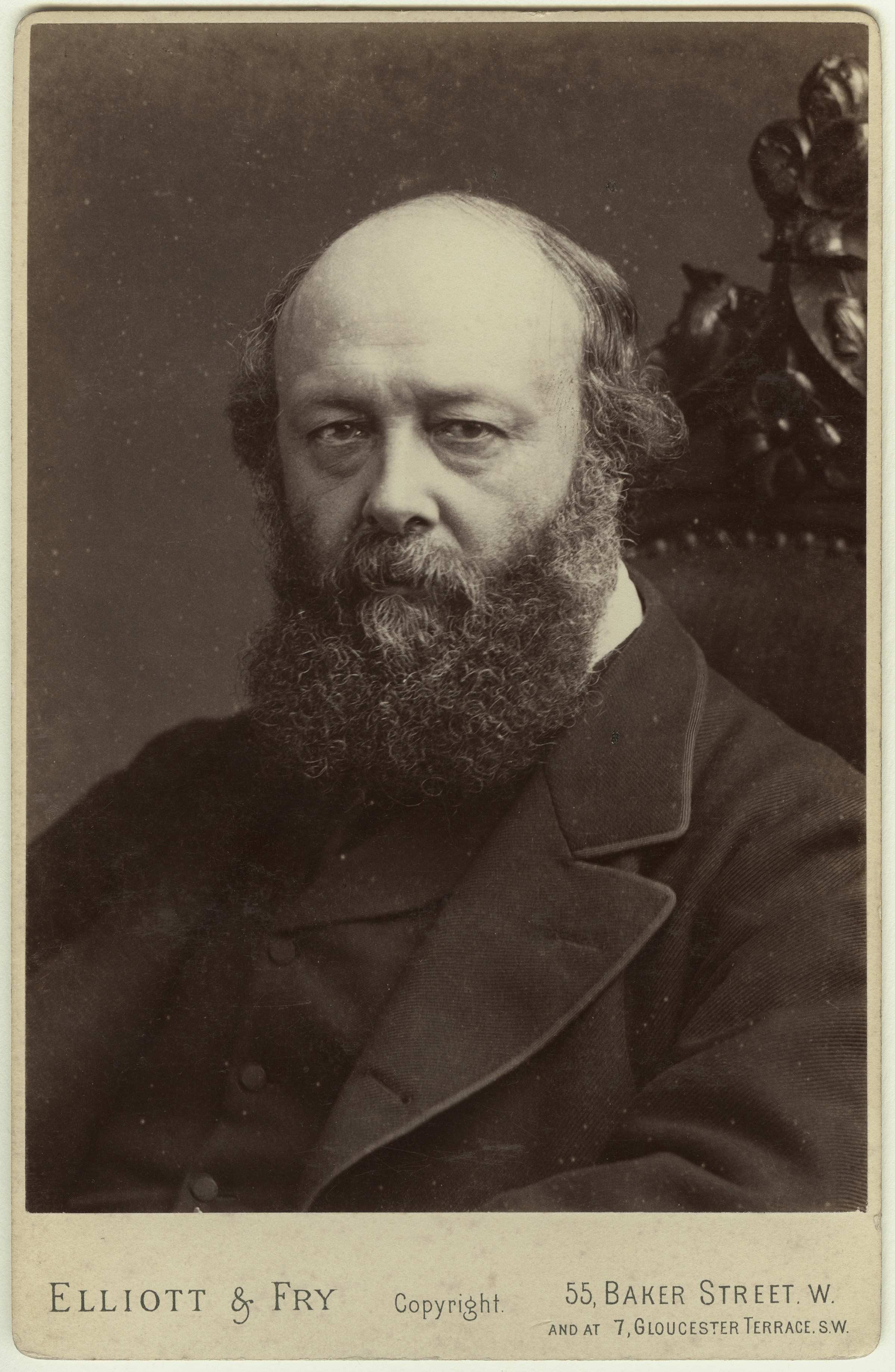
Lord Salisbury, Disraelis Unterhändler und Außenminister nach Derbys Rücktritt. (Unbekanntes Datum)

Intellektuelle und Geistliche begannen unterdessen, Proteste zu organisieren. Nach anfänglichem Zögern – die Führer der Liberalen neigten eher dazu, die Politik der konservativen Regierung zu unterstützen – beschloss der tiefreligiöse Gladstone, sich an die Spitze der Protestbewegung zu setzen und begann einen regelrechten moralischen Kreuzzug. Er veröffentlichte ein Pamphlet, The Bulgarian Horrors and the Question of the East, von dem allein in vier Tagen 40.000 Kopien verkauft wurden. Darin klagte er die Türken als inhumane Rasse an, deren bestialische Gelüste sie dazu treibe, Freveltaten zu begehen. Er stellte drei Kernforderungen auf: Ein Ende der anarchischen Missregierung im Osmanischen Reich, die Verhinderung weiterer Gewalttätigkeiten durch administrative Reformen und die Wiederherstellung des britischen Namens, der schweren Schaden durch die Inaktivität der Regierung genommen habe. Als einzig mögliche Reaktion forderte er ein gemeinsames Eingreifen eines vereinten Europas und die Türken aus Europa zu vertreiben.
Gladstone verurteilte die Politik seines langjährigen Kontrahenten und Gegenspielers Disraeli, der im August 1876 als Earl of Beaconsfield geadelt worden war und ab diesem Zeitpunkt im Oberhaus (House of Lords) saß, schärfer denn je und erfand dafür den Begriff „Beaconsfieldismus“. War die politische Rivalität zwischen beiden seit langen Jahren von großer Animosität und starker gegenseitiger Abneigung geprägt, wurde das Verhältnis zwischen ihnen im Urteil ihrer Biographen nun zunehmend hasserfüllt. Gladstone sprach bei einer Massenkundgebung in Blackheath in strömendem Regen vor etwa 10.000 Menschen und forderte, eine „Koalition der Willigen“ solle die Tyrannei bezwingen und die nationale Selbstbestimmung der Bulgaren herbeiführen. Dazu verteidigte er das Recht der russischen Regierung auf eine militärische Intervention auf dem Balkan. Bei einer Kundgebung in der Londoner St James’s Hall, bei der auch Anthony Trollope, John Ruskin und der Duke of Westminster anwesend waren und unterstützende Briefe von Thomas Carlyle, Charles Darwin und Robert Browning verlesen wurden, verurteilte er das militärische „Säbelrasseln“ des Premierministers. In immer schärferer Form forderte er bei seinen folgenden Auftritten ein Eingreifen. Dabei verwendete er auch stereotype Bilder gegen Juden und jüdischen Einfluss in Großbritannien. Der Historiker Geoffrey Alderman führte diese Angriffe zum Teil auch auf den Bruch zwischen Liberaler Partei und jüdischer Wählerschaft zurück. Einige Attacken auf Premierminister Disraeli in der liberalen Presse, die, wie die Church Times, teils nur vom „jüdischen Premier“ sprachen, waren von den Verfassern mit antisemitischen Stereotypen angereichert.
Disraeli, der lange über die Anwürfe von Gladstone und der Sensationspresse schwieg, bezeichnete schließlich in einer Rede umgekehrt Gladstone als einen Kriegstreiber. Die liberalen Parteiführer Hartington und Granville zeigten sich in Verlegenheit ob dessen politischem Feldzug, da sie, trotz der zunächst großen öffentlichen Empörung über die türkischen Gewalttaten, die Mehrheit der britischen Bevölkerung inzwischen (wieder) hinter der Position des Premierministers vereint sahen. Auch sahen sie in Gladstones Taktiken eine Aufwiegelung der Massen, was sie für gefährlich erachteten. Dessen zweites veröffentlichtes Pamphlet, Lessons in Massacre, verkaufte sich nur noch 7000 Mal. Dieser Stimmungsumschwung in Teilen der Bevölkerung zeigte sich auch durch zwei öffentliche Demonstrationen im Londoner Hyde Park gegen ihn. Diese waren von konservativen Unterstützern organisiert worden.

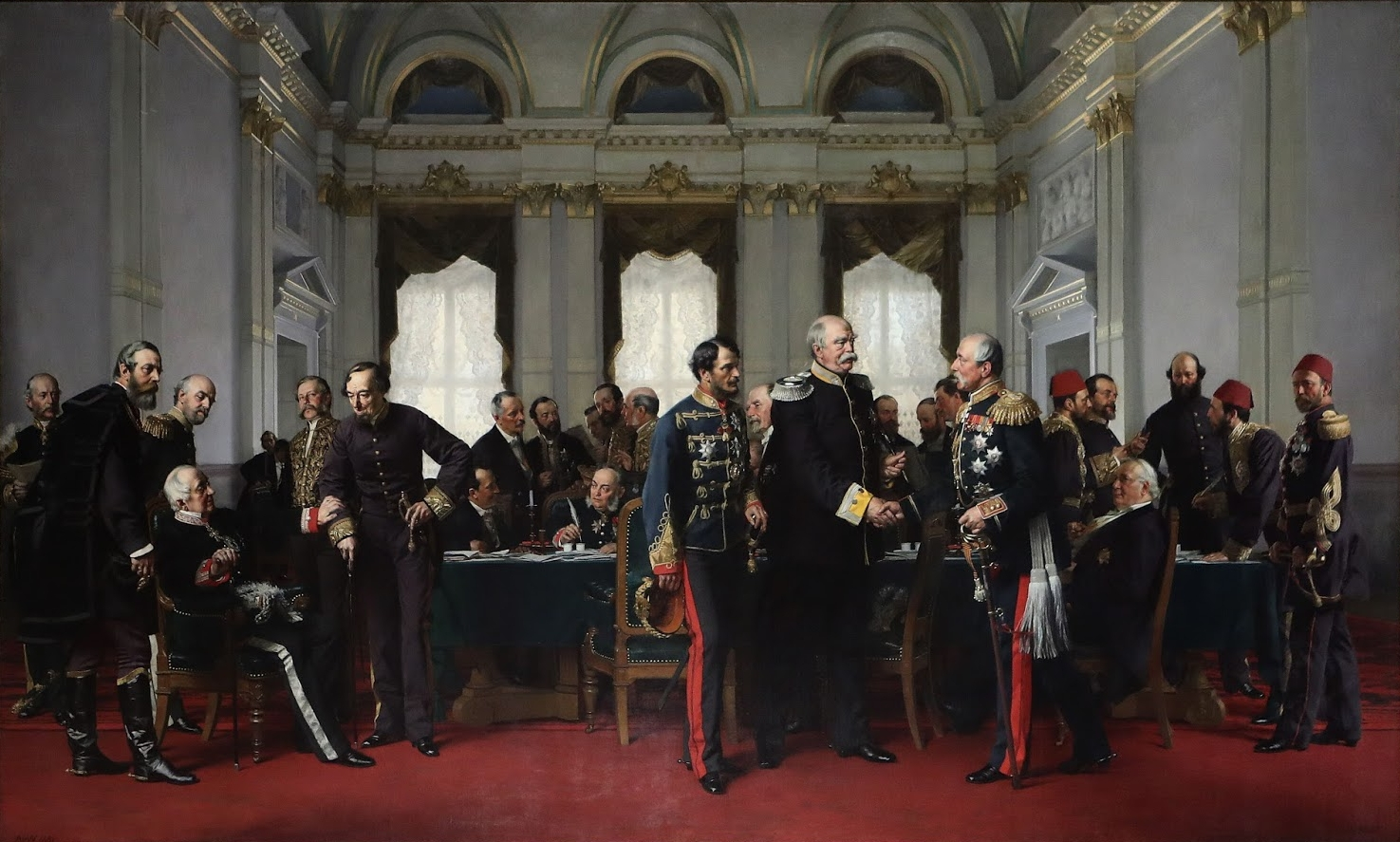
Disraeli (sechster von links) und Salisbury (dritter von rechts) auf dem Berliner Kongress

Ungeachtet der britischen Warnungen erklärte Russland der Hohen Pforte den Krieg. Als Antwort auf die russische Intervention wurde eine britische Flotte im Januar 1878 an die Dardanellen verlegt. In Großbritannien führte dies sofort zu einer angespannten Situation und einer weiteren Polarisierung in der öffentlichen Meinung, die über einer Frage der britischen Außenpolitik so geteilt war wie seit der Französischen Revolution nicht mehr. Sowohl das konservative Kabinett als auch die liberale Opposition waren tief gespalten; das Kabinettsmitglied Lord Carnarvon trat zurück, da er keinen Krieg an der Seite der Türkei mittragen wollte. Der nachfolgende harte Frieden von San Stefano vom März 1878, der über die insgeheim verhandelten Absprachen hinausging, führte kabinettsintern schließlich auch zum Rücktritt von Außenminister Lord Derby, der sofort durch Lord Salisbury ersetzt wurde. Dieser konnte durch bilaterale Verhandlungen mit dem russischen Außenminister Schuwalow den Vertrag von San Stefano abmildern. Auf dem einberufenen Berliner Kongress wurde die diplomatische Lösung der Krise auch vertraglich zwischen den europäischen Großmächten herbeigeführt. Disraeli kehrte im Triumph nach Großbritannien zurück und sprach öffentlich von einem „ehrenvollen Frieden“ (“Peace with Honour”).
Auch wenn Premierminister Disraeli damit einen diplomatischen Triumph errungen hatte, war sein Sieg insgesamt kurzlebig. Die ökonomische Situation des Landes hatte sich seit Mitte der 1870er Jahre verschlechtert; eine Serie harter Winter und verregneter Sommer führte zu Missernten und wirtschaftlichen Einbußen. Die Große Deflation der Weltwirtschaft traf die etablierte Industriegesellschaft Großbritannien besonders hart. Dazu kamen außenpolitische Niederlagen wie die Schlacht bei Isandhlwana, die, obwohl sie nicht die Schuld der Regierung waren, dennoch dem Premierminister angelastet wurden.

## Der Wahlkreis Midlothian

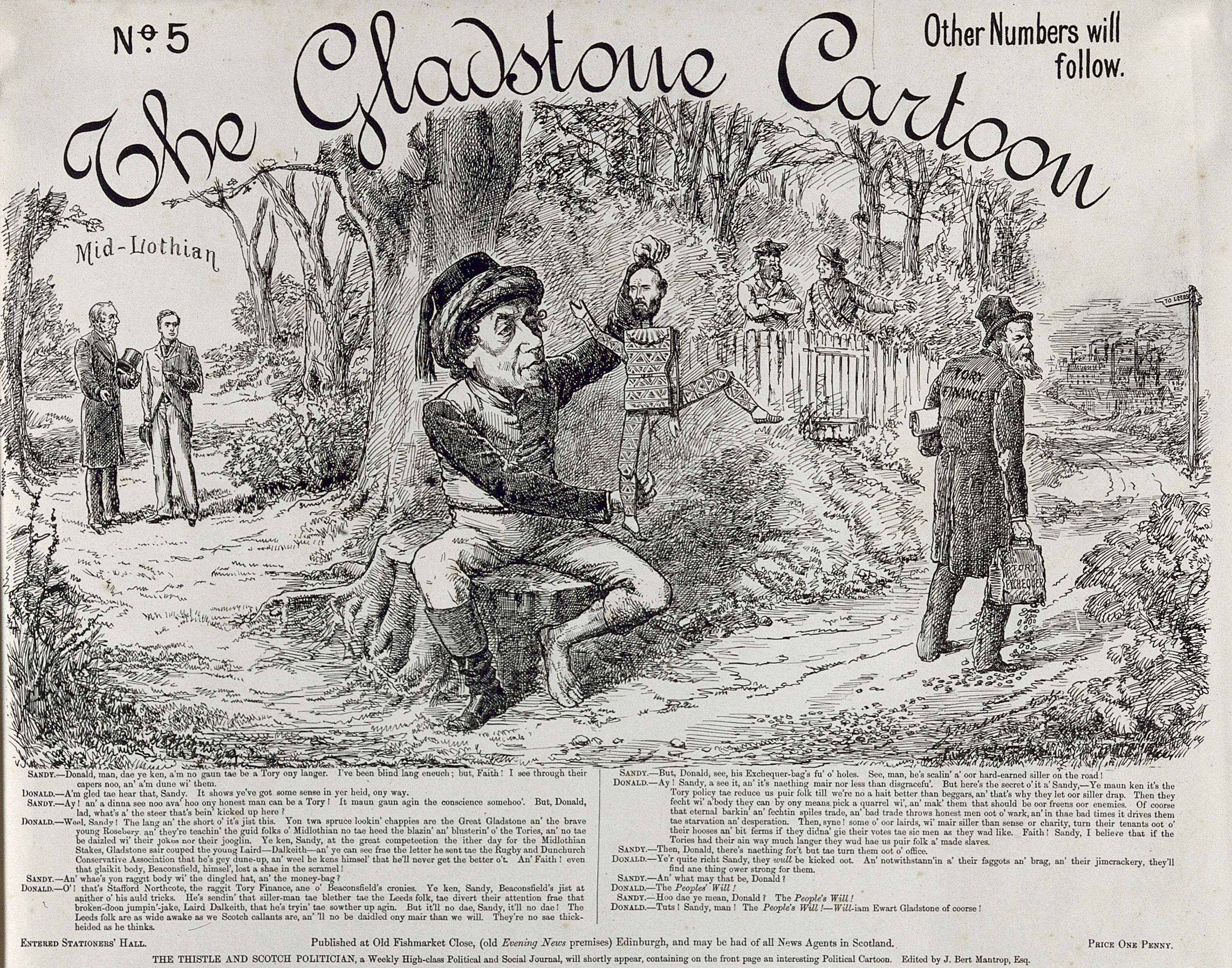
Politischer Cartoon: Disraeli (zentral) spielt mit einer Puppe, die Lord Dalkeith darstellt, Schatzkanzler Northcote (rechts) verliert das Geld aus vollen Taschen, Gladstone und Rosebery warten links im Hintergrund.

Gladstone deutete die Stimmung im Land als äußerst günstig; auf seinem Landsitz Hawarden Castle wertete er die (für die Liberalen guten) Wahlstatistiken bei Nachwahlen aus. Er äußerte gegenüber Lord Granville in einem Gespräch, dass die Liberalen seit den Auseinandersetzungen um die Orientalische Frage zehn Nachwahlen gewonnen hätten und meinte: „Der Kessel beginnt zu kochen; ich hoffe, er kocht nicht zu schnell über.“ Mittlerweile plante er bereits seine volle Rückkehr in die aktive Politik und suchte nach einem neuen Wahlkreis. Niemals mit seinem vorherigen Wahlkreis Greenwich zufrieden, suchte er nach einer Alternative und entschied sich dazu, in Greenwich nicht mehr zu kandidieren. Gleichzeitig mit der Bekanntgabe seiner Entscheidung ließ er wissen, dass er offen für Angebote von liberalen Lokalorganisationen aus anderen Wahlkreisen sei. Daraufhin wurde er zum einen von den Liberalen aus Leeds, einem urbanen Wahlkreis mit starker liberaler Tradition und eine sichere Hochburg für die Liberale Partei, kontaktiert.
Zum anderen bot der Earl of Rosebery ihm den schottischen Wahlkreis Midlothian an. Gemeinhin umgangssprachlich meist nur Midlothian genannt, war der Wahlkreis von Edinburghshire, im Jahr 1708 kreiert, im ausgehenden 19. Jahrhundert eigentlich ein marginaler Wahlkreis mit lediglich 3620 stimmberechtigten Wählern. Dennoch hatte der Wahlkreis, der das Hinterland der schottischen Hauptstadt Edinburgh umfasste und von einem großstädtischen, von der schottischen Aufklärung beeinflussten Klima geprägt war, aufgrund anderer Faktoren eine überproportionale Bedeutung. Zwei der einflussreichsten aristokratischen Familien Schottlands, der Duke of Buccleuch und der Earl of Rosebery, kämpften hier seit den 1860er-Jahren um die Vorherrschaft in der Wählergunst und machten Midlothian damit zu einem hart umkämpften Wahlkreis bei Unterhauswahlen. Bei den Unterhauswahlen von 1868 hatten die Liberalen eine jahrzehntelange konservative Vorherrschaft gebrochen; 1874 hatte Lord Dalkeith, Erbe des Duke of Buccleuch, den Wahlkreis dann mit einer knappen Mehrheit für die Konservative Partei zurückgewonnen. Rosebery, der Gladstone eingeladen hatte hier zu kandidieren, versicherte ihm jedoch, dass der Midlothian-Wahlkreis offen für dessen liberale Ideen und Ideale sei. Schottland repräsentierte ohnehin zunehmend eine Hochburg des Liberalismus.

## Roseberys Wahlkampforganisation
Gleichzeitig versprach Rosebery, der als einer der reichsten Männer Schottlands über weitgestreuten, umfangreichen Landbesitz verfügte und zudem seit kurzem mit Hannah de Rothschild aus der Rothschild-Dynastie verheiratet war, dass er als Organisator für alle Kosten des Wahlkampfes aufkommen würde. Dies war eine wichtige Zusicherung, da der Wahlkampf in einem umkämpften Wahlkreis einen Kandidaten eine Summe von etwa dreitausend Pfund (was nach heutigem Standard etwa 150.000 Pfund wären) kosten konnte und Abgeordnete keine Bezahlung erhielten. Nach eigener späterer Schätzung investierte Rosebery sogar eine Summe von annähernd 50.000 Pfund (in heutigem Wert mehr als 2,5 Millionen Pfund) in die Wahlkampagne, allerdings zweifelte sein Biograf Robert Rhodes James die volle Höhe dieser Summe später an. Gladstone beschloss daraufhin, den sicheren liberalen Wahlkreis Leeds seinem ebenfalls politisch aktiven Sohn Herbert offen zu lassen und selbst in Midlothian zu kandidieren.

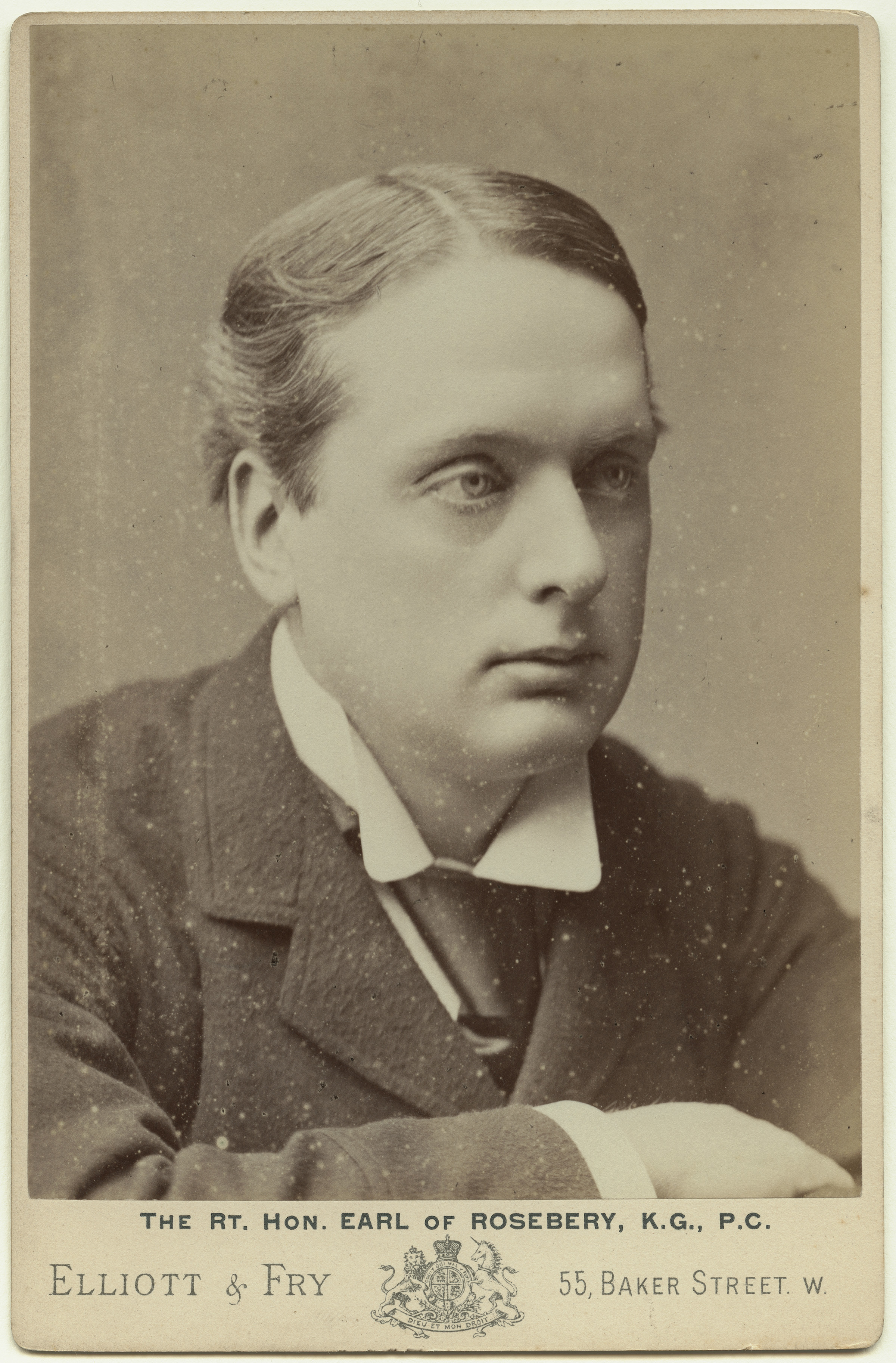
Der 5. Earl of Rosebery, Organisator des Wahlkampfes

Rosebery wurde zu Gladstones Wahlkampfmanager. Rosebery unterhielt seit Jahren freundschaftliche Beziehungen zu Disraeli, der in ihm einen Seelenverwandten sah und ihn gern als Konservativen gesehen hätte. Aufgrund der starken Whig-Tradition seiner Familie blieb Rosebery jedoch ein Liberaler. Im Oberhaus saß er seit Mai 1868; jedoch war er dort nur mäßig aktiv gewesen und beschrieb es als einen „vergoldeten Käfig“, teils auch, weil sich die Liberalen dort permanent in der Minderheit befanden. Grundsätzlich von einer stark paternalistischen Haltung, hegte er auch Sympathien für die britische Arbeiterklasse und hatte in der Vergangenheit eine öffentliche Kampagne gegen die Ausbeutung von Kindern in den Ziegeleien von Glasgow gestartet. Rosebery zeigte sich fasziniert von amerikanischen Wahlkämpfen; nachdem er im Jahr 1873 die National Convention der Demokratischen Partei in New York besucht hatte, sprach er von einer großartigen politischen Lektion. Als Wahlkampfmanager begann er nun unter großem finanziellen Aufwand damit, seine Erfahrungen aus den USA einzubinden, einige amerikanische Methoden zu übertragen und in Gladstones Wahlkampf einzubringen.
Roseberys Neuerungen waren für die bisherigen Wahlkämpfe des Viktorianischen Zeitalters beinahe revolutionär: Die Kandidaten sprachen bis dato für gewöhnlich nur selten vor großem Publikum und besuchten oft noch eher die großen Landhäuser, um sich vor Ort die Unterstützung wichtiger Magnaten zu sichern. Zudem konzentrierten sie sich vor allem auf ihre Präsenz im Unterhaus, da die Unterhausdebatten in den Zeitungen ausführlich abgedruckt wurden. Im Gegensatz hierzu wurde der Wahlkampf nun zu einer Massenveranstaltung, bei dem sich der Kandidat an die gesamte Bevölkerung des eigenen Wahlkreises richtete. Dies sorgte für eine Maximierung der Aufmerksamkeit, da die abgedruckten Unterhausdebatten viele Teile der Leserschaft nicht ansprachen, die direkte Form der Kommunikation zwischen Kandidat und Wählerschaft durch Wahlkampfreden (die ebenfalls am nächsten Tag abgedruckt wurden) dagegen eine viel höhere Aufmerksamkeit erzielte. Im Vorfeld wurden zum Teil große Räumlichkeiten für die Auftritte angemietet; die Veranstaltungen wurden, wie in den USA bereits erprobt, oft von großen Umzügen, Fackelzügen, Reiterparaden und abschließendem Feuerwerk begleitet. Außerdem wurden Musikkapellen engagiert, Triumphbögen installiert und werbende Transparente aufgehängt. Dazu war die Kampagne auch von Anfang an als ein mediales Event kreiert und viel Sorgfalt darauf verwendet worden, der anwesenden Presse optimale Bedingungen für ihre Berichterstattung zu schaffen. Auch wenn der äußerst medienbewusste Gladstone sich vordergründig an die schottische Wählerschaft im Wahlkreis zu richten schien, zielte die Kampagne eigentlich auf die Nation. Dazu gab Rosebery in Kenntnis der jeweiligen örtlichen Verhältnisse Gladstone auch konkrete Vorschläge, auf welche jeweiligen Sachthemen dieser sich bei seinen verschiedenen Auftritten besonders konzentrieren solle.
Die Neuerungen Roseberys waren zugeschnitten auf die im Jahr 1867 erfolgte deutliche Ausweitung des Wahlrechts, die noch von Disraelis Konservativen im Verbund mit parteiinternen liberalen Gegnern Gladstones im großen Reform Act 1867 verabschiedet worden war und die Zahl der Wahlberechtigten schlagartig von ca. 1,4 Millionen auf 2,5 Millionen erhöht hatte. Dabei zeichnete sich ab, dass ein größerer Teil der Arbeiterwähler eher zur Liberalen Partei hin tendierte. Gladstones persönliche Reputation, verbunden mit dem radikaleren linken Liberalismus, der soziale Reformen propagierte, ließ die Arbeiterklasse in ihrer Mehrheit die Liberalen wählen.

## Gladstones Wahlkampagne

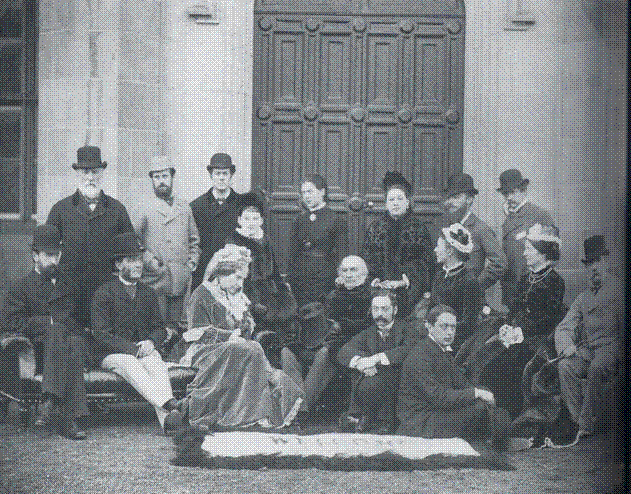
Gladstone, seine Familie und Rosebery vor Dalmeny House, dem Familiensitz von Rosebery, 1879

Roseberys Familiensitz, Dalmeny House, wurde zu Gladstones Basis für die Dauer der Wahlkampagne. Obwohl die nächsten Unterhauswahlen noch in weiter Ferne lagen, wollte Gladstone sich bereits vorzeitig positionieren. Am 24. November, dem Beginn der Wahlkampagne, reiste er von Liverpool aus per Zug an. Auf jedem Zwischenstopp, in Carlisle, Hawick und Galashiels, gab er vom Zug aus – Rosebery hatte zu diesem Zweck aus den USA eigens einen neuartigen Pullman-Salonwagen mit einer Plattform am Wagenende geordert – kurze Ansprachen an die Bevölkerung der Zwischenstationen.
Über einen Zeitraum von zwei Wochen hielt er im und um den Wahlkreis von Midlothian herum insgesamt 30 Reden. In der ersten Woche hielt er neun Reden und konzentrierte sich dabei auf Midlothian. Die Kampagne fand sofort großen Zuspruch, bei seinen Auftritten konnte er gewöhnlich vor jeweils mehreren tausend Menschen reden. Begeistert über das Momentum der eigenen Wahlkampagne, vermerkte er in seinem Tagebuch gewissenhaft die Zahl der Zuschauer bei jedem seiner Auftritte. Dabei beschränkte sich das Publikum nicht auf lokale Zuhörer, teilweise reisten Interessierte auch aus dem übrigen Schottland an. Auch ging das Publikum weit über die tatsächlich Wahlberechtigten hinaus; auch Frauen besuchten in großer Zahl die Wahlkampfveranstaltungen. Die britische Presse berichtete sehr eingehend über die Wahlkampagne und druckte, wie für die damalige Zeit nicht ungewöhnlich, Gladstones Ansprachen in ihren Artikeln am nächsten Morgen ab. Dadurch erreichte die Kampagne nationale Bedeutung weit über die Grenze des Wahlkreises hinaus. Allerdings waren durchweg nicht alle Pressestimmen freundlich; das Leitmedium, die Londoner Times, hinterfragte in ihrem Leitartikel vom 29. November, ob das Land sich wirklich wünsche, dass öffentliche Angelegenheiten mit einer Rhetorik erörtert werden müssten, die viel mehr einen Mob ansprechen würden.
Viele der Reden Gladstones dauerten bis zu fünf Stunden. Er zog inhaltlich einen weiten Rahmen und deckte das ganze Feld der Politik ab. Gewöhnlich hielt er vor seinen Zuhörern kurze Ausführungen über Grundprinzipien der liberalen Partei, gemischt mit seinen starken (anglikanischen) religiösen Überzeugungen. Anschließend widmete er sich ausführlich Außen- und Innenpolitik. Ein starkes Element der Reden war zudem die Verdammung des „Beaconsfieldismus“, den er als unmoralisch brandmarkte.
Bezogen auf die Außenpolitik der Konservativen kritisierte er das Abenteurertum der Regierung und beklagte in sentimental gezeichneten Bildern die Opfer von Premierminister Disraelis Kolonialkriegen. Den zweiten britisch-afghanischen Krieg bezeichnete er als übermütigste Invasion; die Heiligkeit des Lebens sei in den schneebedeckten Dörfern Afghanistans genauso unverletzbar wie die seiner britischen Zuhörer. Er beklagte auch den Krieg gegen die Zulus, die nur ihr eigenes Land verteidigt hätten. Dazu attackierte er die Annexion des Transvaal. Zudem warf er Disraeli Verrat an den Idealen Palmerstons und Cannings vor. Er legte drei Leitsätze vor, auf denen die britische Außenpolitik basieren solle. Neben der materiellen Wohlstandsvermehrung des britischen Empires und der Zusammenarbeit im europäischen Konzert der Großmächte zeichnete er das Idealbild einer auf universellen Werten basierten Weltgemeinschaft, die die Schwachen beschützen solle.
Innenpolitisch kritisierte er vor allem das Finanzgebaren der Konservativen. So griff er in seiner Rede vom 29. November das verschwenderische Verhalten der Regierung an: Den Schatzkanzler, Sir Stafford Northcote, habe er in sechs Jahren der konservativen Regierung seltenst ein resolutes Wort über ökonomische Fragen reden hören. Die solide und vernünftige Geldwirtschaft der Vergangenheit erst unter Peel und dann ihm selbst sei unter der konservativen Regierung komplett aufgegeben worden. In der zweiten Woche verließ Gladstone Midlothian und Umgebung und reiste auch in diverse andere schottische Städte. Nach einer Pause über die Weihnachtstage nahm er im neuen Jahr den Wahlkampf wieder auf. Obwohl formell nur ein einfacher Hinterbänkler, stellte er mit der Midlothian-Kampagne die offiziellen Führer seiner Partei weit in den Schatten und untermauerte damit seine Ambitionen auf das Amt des Premierministers. Für den Fall eines liberalen Wahlsiegs wurde so sein unausgesprochener Anspruch auf die Führerschaft der Partei und das Premierministeramt immer wahrscheinlicher.

## Der Liberale Wahlsieg 1880

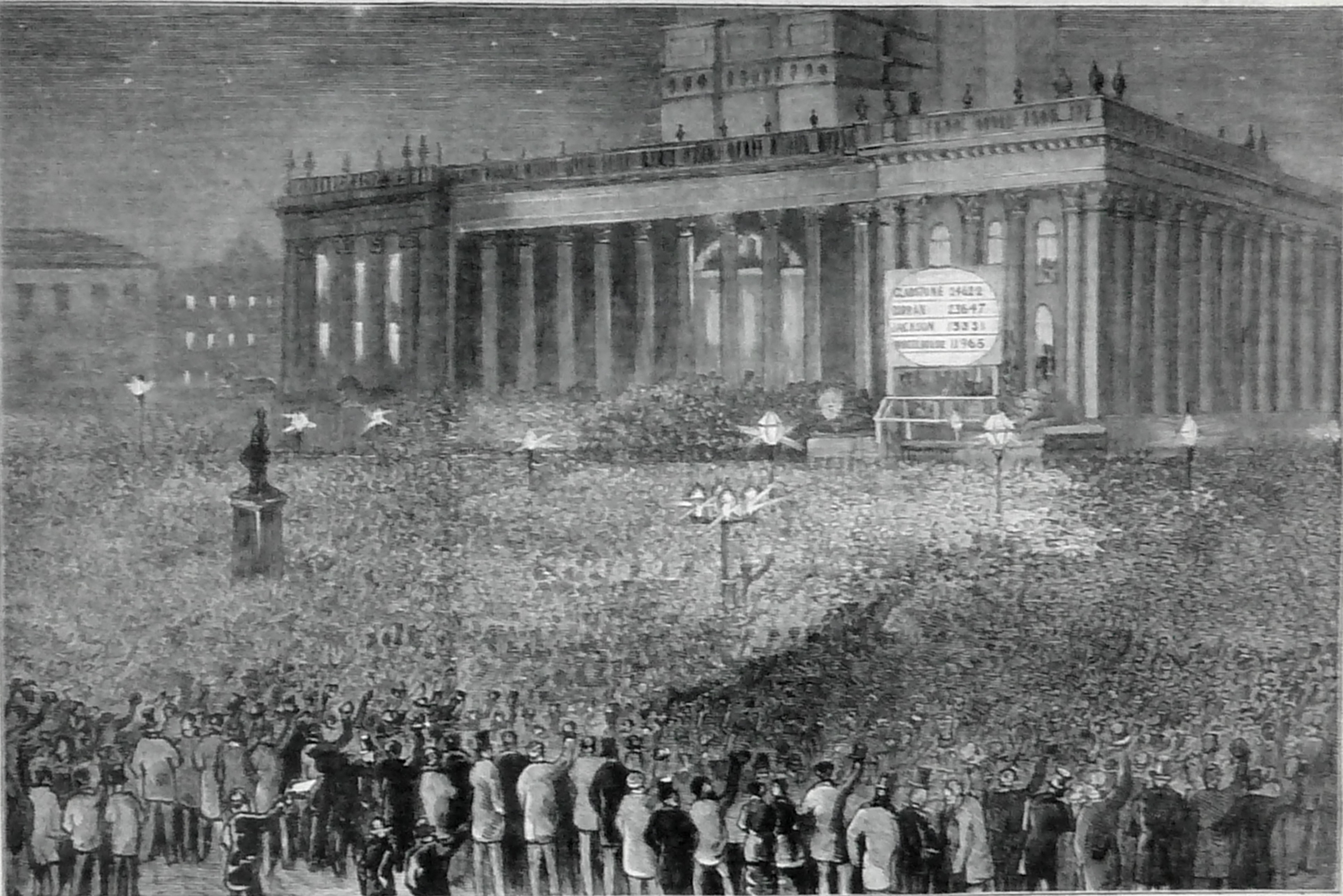
Vor der Stadthalle in Leeds warten Menschen auf die Bekanntgabe des Wahlergebnisses

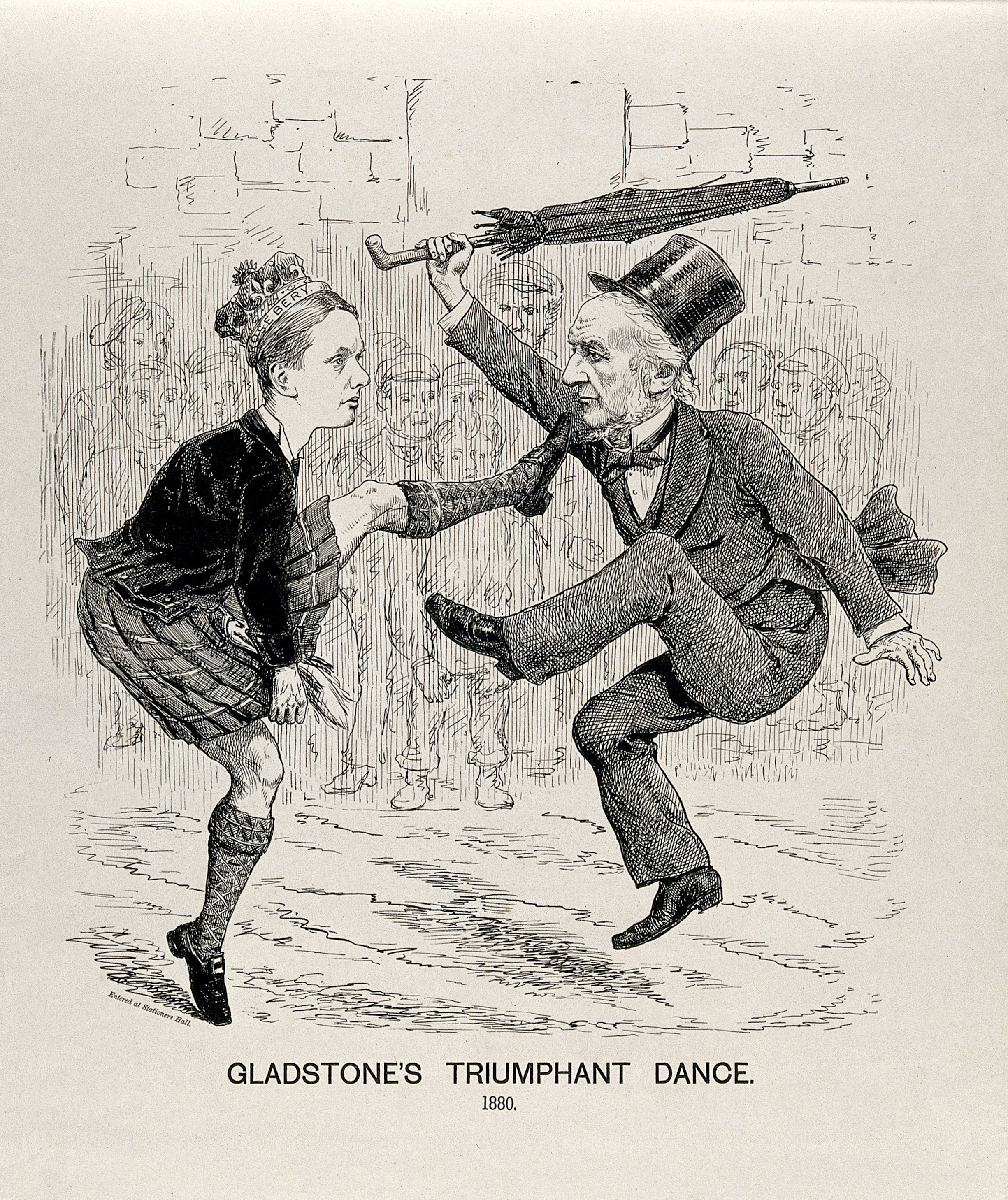
Karikatur, die Gladstone (rechts) und Rosebery bei einem Siegestanz zeigt

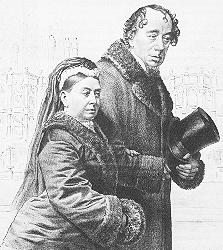
Königin Victoria mit Disraeli

Disraeli gab sich betont gelassen und vermied jede öffentliche Reaktion. Obwohl er und das Kabinett die Auflösung des Parlaments und eine Unterhauswahl erst für 1881 geplant hatten, bewirkten zwei überraschende konservative Siege bei Nachwahlen einen Stimmungsumschwung im Kabinett. Im März 1880 wurde das Parlament kurzfristig aufgelöst und Neuwahlen anberaumt.
Die Konservativen befanden sich jedoch von Anfang an im Nachteil. Mit Premierminister Disraeli, Außenminister Lord Salisbury und Lord Cranbrook saßen ihre drei stärksten Redner mittlerweile alle im Oberhaus und waren somit vom aktiven Wahlkampf ausgeschlossen. Sir Stafford Northcote, seit Disraelis Nobilitierung der Führer der konservativen Mehrheitsfraktion im Unterhaus, galt hingegen als äußerst schwacher Redner, der keine positive Wirkung auf die konservative Kampagne entfalten konnte. Disraeli hatte ihn zu einem Zeitpunkt als seinen Nachfolger als konservativer Führer im Unterhaus installiert, als er noch davon ausging, dass Gladstones Ruhestand permanent sein würde. Er bereute diese Entscheidung schnell, als eine entschlossene Führung der konservativen Fraktion im Unterhaus und ein kämpferischer Debattenstil benötigt wurden, um den scharfen Attacken Gladstones zu widerstehen. Beides konnte Northcote jedoch nicht liefern, da er als zaghaft und defensiv galt. Die ökonomische Krise der Landwirtschaft in Großbritannien traf die konservative Partei besonders hart, da der landbesitzende Adel ihre traditionelle Basis bildete. Geringere Pachteinnahmen in den letzten Jahren führten zu reduzierten Zuwendungen für die Wahlkampffonds der Tories. Die konservative Kampagne konzentrierte sich darauf, die Wähler vor den Liberalen zu warnen, da diese Home Rule (also eine Eigenverwaltung) im britischen Irland einführen würden. Dieses Thema sollte zwar in den nächsten Jahren auf die politischen Tagesordnung treten, war jedoch zum Zeitpunkt der Unterhauswahl von 1880 für die Wähler noch ein gewöhnungsbedürftiges neues Thema und deshalb nicht wahlentscheidend.
Dazu war die liberale Wahlmaschinerie bereits gut eingespielt, während ihr konservatives Gegenstück von der kurzfristig getroffenen Entscheidung zur vorgezogenen Neuwahl selbst überrascht wurde. Gladstone nahm seine Kampagne mit neuerlicher Energie auf. Inhaltlich wiederholte er seine Reden aus dem vergangenen Jahr; bei einer Rede in Midlothian beschrieb er zudem den Wahlkampf als einen „Kampf zwischen den Klassen und den Massen“.
Die Unterhauswahlen vom 31. März bis zum 27. April 1880 führten zu einer großen liberalen Mehrheit. Landesweit betrug der Schwenk über 100 Sitze. Gladstone selbst gewann den Wahlkreis mit einer Mehrheit von 211 Stimmen (1579 zu 1368 Stimmen) gegen Lord Dalkeith. Landesweit wurde die Unterhauswahl als Triumph Gladstones angesehen. Königin Viktoria, im süddeutschen Baden-Baden weilend, zeigte sich angesichts des Wahlausgangs schockiert. Seit langem war sie stark für Disraeli eingenommen und hatte noch 1879 geäußert, dass sie Gladstone niemals wieder als Minister akzeptieren könne, da sie nach dessen „brachialen, boshaften und gefährlichem Verhalten in den letzten drei Jahren niemals auch nur einen Funken Vertrauen in ihn haben könne.“ Aus diesem Grund lud sie zunächst mit Lord Hartington den Führer der Liberalen dazu ein, eine neue Regierung zu bilden. Hartington gab ihr jedoch zu verstehen, dass keine liberale Regierung ohne Gladstone gebildet werden könne, dieser jedoch jede Beteiligung kategorisch ablehne, sofern er nicht selbst der Premierminister sei. Obwohl formell nicht der Oppositionsführer, lud Königin Victoria daraufhin Gladstone (gegen ihren eigentlichen Willen) dazu ein, als Premierminister eine neue Regierung zu bilden. Dieser bildete nachfolgend sein zweites Kabinett.
Er bot Rosebery einen Posten als Untersekretär im Indien-Office an; enttäuscht darüber, keinen Kabinettsposten erhalten zu haben, lehnte dieser das Angebot jedoch ab. Durch die Midlothian-Kampagne hatte er es allerdings ebenfalls zu landesweiter Bekanntheit gebracht und wurde in den Augen der politischen Beobachter zur Leitfigur des Liberalismus in Schottland. In den folgenden Jahren entwickelte er sich zudem zum wichtigsten Vertreter schottischer Interessen im politischen Betrieb Westminsters; es wird vor allem seinem Engagement zugeschrieben, dass Gladstone in seiner dritten Amtszeit schließlich den Posten eines Ministers für Schottland schuf.

## Historische Relevanz der Midlothian-Wahlkampagne

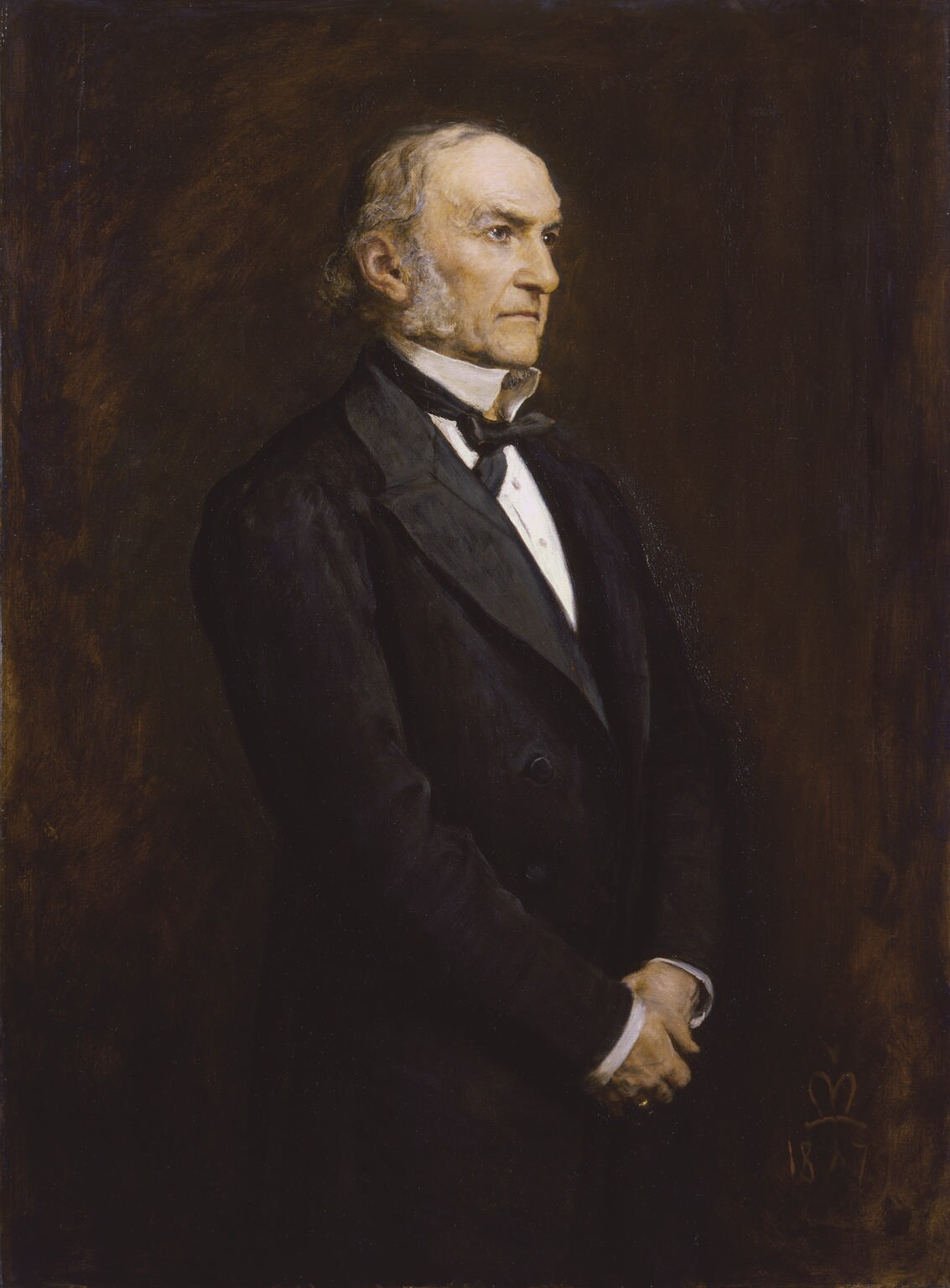
Gladstone, Gemälde von John Everett Millais, 1879

Die Midlothian-Kampagne gilt als die erste moderne Wahlkampagne in der politischen Geschichte Großbritanniens. Zugleich bestätigte die Kampagne auch Gladstones Primat als wichtigster liberaler Politiker seiner Zeit und seinen in früheren Jahrzehnten erworbenen Ruf als äußerst populärer und volksnaher Politiker, der ihm den Spitznamen „The People's William“ (deutsch etwa: Der William des Volkes) eingebracht hatte. Durch seinen Erfolg konnte Gladstone sich für die nächste Dekade erneut als dominante Figur der Liberalen Partei etablieren und die liberalen Parteiführer im Kampf um das Amt des Premierministers ausstechen.
Max Weber urteilte 1919 in seinem Vortrag „Politik als Beruf“ über Gladstones Kampagne, dass ein cäsaristisch-plebiszitäres Element in die Politik trat: der Diktator des Wahlschlachtfeldes sei auf den Plan getreten. Paul Brighton widersprach Max Weber 2016 teilweise; dieser habe insofern den eigentlich entscheidenden Punkt verkannt, da das Charisma und der persönliche Kontakt beim Auftritt im Vergleich zur anschließenden massenkompatiblen Presseberichterstattung insgesamt nachrangig zu bewerten sei. Erst durch die Massenmedien des 20. Jahrhunderts wie Radio und Kino sei die von Weber beschriebene Wirkung tatsächlich in dieser Form erzielt worden.
In den Worten D. C. Somervells (1925) kehrte Gladstone jedoch nicht mehr nur als der alte Gladstone, der bloße Nachfolger Peels, zurück auf die politische Bühne; vielmehr sei er zurückgekehrt als „der Vorreiter des Vorkriegs-Lloyd George, der wohlbekannte Grand Old Man der Achtziger, der größte aller britischer Demagogen.“
Im Urteil Robert Blakes injizierten Gladstones Kampagnen eine Bitterkeit in die politische Landschaft Großbritanniens, die seit dem Streit um die Korngesetze unerreicht gewesen sei. Er sah in der Midlothian-Kampagne einen grundsätzlichen Konflikt, der stellvertretend durch die beiden Antipoden Gladstone und Disraeli repräsentiert wurde, nämlich ein höheres moralisches Recht, durch Gladstone vorgetragen, und den bleibenden nationalen Interessen, vertreten durch Disraeli.
Patrick Jackson sah in seiner 1994 erschienenen Biographie von Lord Hartington in der Midlothian-Kampagne ein hybrides Amalgam aus alten und neuen Wahlkampfmethoden; viele Reden seien sehr prosaisch für moderne Leser, dennoch sei es schwer, sich der Wirkung mancher Passagen zu entziehen. H. C. G Matthew urteilte, dass die Midlothian-Kampagne wenig mit dem Parlamentssitz an sich zu tun hatte. Vielmehr sei es darum gegangen, Gladstoniasmus als die dominante Strömung in der Liberalen Politik zu etablieren und die erst seit kurzem bei Wahlen berechtigten neuen Wählerschichten zu gewinnen. Die wahre Zielgruppe sei die zeitungslesende Öffentlichkeit des Landes gewesen.
Roy Jenkins meinte 1995 in seiner Biographie über Gladstone, dass dessen Rhetorik 1876 stärker gewesen sei als seine tatsächliche Kenntnis der Situation in Bulgarien. Er sah den liberalen Wahlsieg 1880 jedoch als einen von Gladstone kreierten Erfolg.
In seiner Biographie über Disraeli aus dem Jahr 2000 erschien Edgar Feuchtwanger Gladstones Midlothian-Kampagne im Rückblick als ein bedeutender Schritt zur modernen politischen Überzeugungsarbeit. Seine Strategie, die Menschen sowohl auf der moralischen als auch auf der Sachebene anzusprechen, sei eine kraftvolle Strategie gewesen.

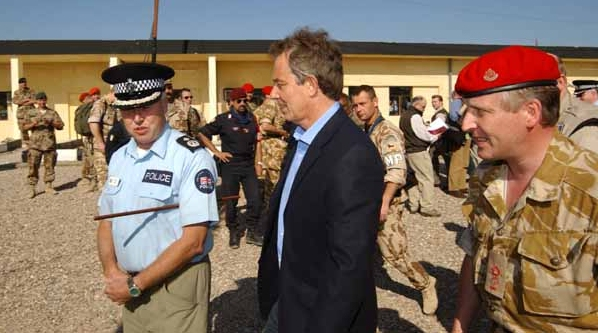
Tony Blair (Mitte) bei einem Truppenbesuch im Irak. (Foto von 2005)

2009 sah John Campbell Gladstones Midlothian-Kampagne mit seiner moralischen Passion als die Inspirationsquelle für die Friedensbewegung in den 1920er-Jahren, die Ostermärsche der nuklearen Abrüstungsbewegung in den 1950ern und die Gegner des Irakkriegs 2003. Gleichzeitig fühlten sich nicht nur die Gegner des Irakkrieges 2003, sondern auch Tony Blair in seinem moralbasierten außenpolitischen Interventionismus von Gladstones Kampagne inspiriert. Dominik Geppert argumentierte 2019 diesbezüglich, dass Tony Blairs Außenpolitik in direkter Tradition einer bestimmten britischen Außenpolitik stehe, die man als „gladstonianische Außenpolitik“ bezeichnen könne. Die Moralisierung der Außenpolitik, wie sie Blair ganz offen betrieben habe, sei direkt auf den gemeinsamen religiösen Antrieb der beiden Premiers zurückzuführen; insofern habe sich Blair auch ganz offen in der Kosovokrise 1999 auf Gladstones Midlothian-Kampagne berufen.